# آرکولا (لوئیزیانا)
آرکولا (به انگلیسی: Arcola) یک منطقهٔ مسکونی در ایالات متحده آمریکا است که در پریش تنگیپاهوا، لوئیزیانا واقع شده است. آرکولا ۴۱ متر بالاتر از سطح دریا واقع شده است.